# Mercury Seven

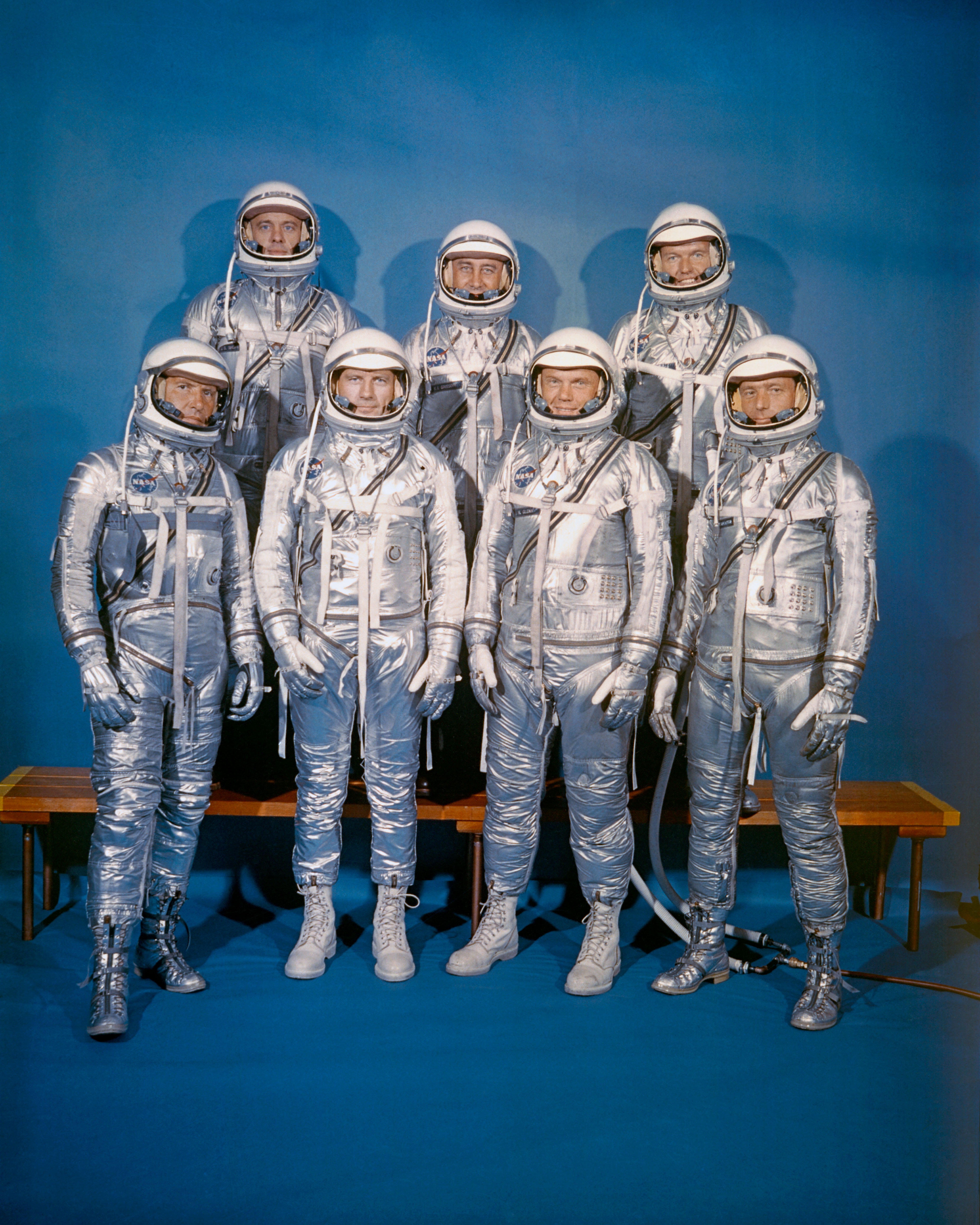
Os sete astronautas em 1960. Atrás: Shepard, Grissom e Cooper. Frente: Schirra, Slayton, Glenn e Carpenter.

O Mercury Seven, também chamado de Sete Originais ou Grupo 1 de Astronautas, foi um grupo de sete astronautas selecionado pela Administração Nacional da Aeronáutica e Espaço (NASA) para integrarem o programa espacial dos Estados Unidos e participarem da fase tripulada do Projeto Mercury. Foram os primeiros astronautas dos Estados Unidos e pilotaram todas as missões tripuladas do Projeto Mercury entre maio de 1961 e maio de 1963. Os sete escolhidos foram anunciados publicamente em 9 de abril de 1959 e eram Scott Carpenter, Gordon Cooper, John Glenn, Gus Grissom, Walter Schirra, Alan Shepard e Donald Slayton.
O processo de seleção começou pouco depois do estabelecimento da NASA e do Projeto Mercury em 1958. Foi decidido que os melhores candidatos seriam pilotos de teste militares, pois estes detinham muitas das habilidades necessárias e seria algo que simplificaria o processo. Os registros de 508 pilotos de testes foram obtidos com o Departamento de Defesa e analisados, dos quais 110 se encaixavam nos requisitos mínimos. Este número foi gradualmente reduzido por meio de apresentações sobre o programa espacial, entrevistas, recusas e exames médicos até que os sete finalistas foram finalmente escolhidos.
Os sete voaram em todos os programas da NASA do século XX. Grissom morreu em 1967 no incêndio da Apollo 1. Shepard foi o primeiro norte-americano no espaço em 1961 e pisou na Lua na Apollo 14 em 1971. Glenn foi o primeiro norte-americano a orbitar a Terra em 1962 e tornou-se em 1998 a pessoa mais velha a ir para o espaço na STS-95. Carpenter voou apenas na Mercury antes de ser desqualificado por problemas no seu braço, enquanto Slayton só foi viajar para o espaço na Apollo–Soyuz em 1975. Cooper também voou no Projeto Gemini, enquanto Schirra foi o único a voar nos programas Mercury, Gemini e Apollo.

## Antecedentes
O lançamento em 4 de outubro de 1957 do Sputnik 1, o primeiro satélite artificial da história, pela União Soviética em meio à Guerra Fria iniciou uma competição tecnológica e ideológica contra os Estados Unidos que ficou conhecida como Corrida Espacial. Tal demonstração aparente da inferioridade tecnológica norte-americana causou um choque profundo no povo dos Estados Unidos. Os soviéticos continuaram com o lançamento da Sputnik 2 em novembro, que carregava o primeiro ser vivo ao espaço, uma cachorra chamada Laika. Analistas da inteligência norte-americana concluíram que a União Soviética planejava colocar um humano em órbita, o que fez com que a Força Aérea dos Estados Unidos e o Comitê Nacional para Aconselhamento sobre Aeronáutica (NACA) fortalecessem seus esforços para alcançar o mesmo objetivo.
O presidente norte-americano Dwight D. Eisenhower, em resposta a Crise do Sputnik, decidiu criar uma nova agência espacial civil, a Administração Nacional da Aeronáutica e Espaço (NASA), que absorveria a NACA e seria responsável pelo comando geral do programa espacial dos Estados Unidos. Enquanto isso, a Força Aérea lançou seu próprio projeto espacial chamado Man in Space Soonest, o qual tinha sido aprovado pelo Estado-Maior Conjunto, pedindo um orçamento de 133 milhões de dólares. O projeto enfrentou dificuldades técnicas, que por sua vez causaram problemas de financiamento, e por fim criaram conflitos com as outras duas agências que deveriam prestar apoio, a NACA e a Agência de Pesquisa de Projetos Avançados (ARPA). O principal problema era a incapacidade da Força Aérea de articular um propósito militar claro para o Man in Space Soonest. A Força Aérea concordou em setembro de 1958 transferir a responsabilidade do projeto para a NASA, que foi estalecida em 1º de outubro de 1958.
O Grupo de Tarefas Espaciais foi estabelecido em 5 de novembro no Centro de Pesquisa Langley em Hampton, Virgínia, com Robert Gilruth como seu diretor. Keith Glennan, o Administrador da NASA, e seu vice Hugh Dryden adotaram em novembro a sugestão de Abe Silverstein, diretor de Desenvolvimento de Voos Espaciais, que o primeiro projeto espacial tripulado norte-americano deveria se chamar Projeto Mercury. O nome foi anunciado por Glennan em 17 de dezembro, o 55º aniversário do primeiro voo dos Irmãos Wright. O objetivo do Projeto Mercury era lançar um humano em órbita da Terra, trazê-lo de volta em segurança e avaliar suas capacidades no espaço.

## Critérios
A primeira tarefa para o Grupo de Tarefas Espaciais era decidir um nome apropriado para definir as pessoas que voariam para o espaço. Uma sessão de ideias ocorreu em 1º de dezembro. Por analogia com o termo "aeronauta" veio o nome "astronauta", que significa "viajante estelar", mesmo com as ambições do Projeto Mercury sendo bem mais limitadas. Os membros do grupo ficaram satisfeitos e acharam que tinham cunhado uma palavra nova, porém o termo já era usado em obras de ficção científica desde a década de 1920. O painel de seleção consistia em Charles Donlan, Warren North e Allen Gamble, todos gerentes da NASA, com os três elaborando uma especificação de serviço civil para os astronautas. O painel propôs que os astronautas ficassem nas avaliações 12 a 15 do serviço civil, dependendo de qualificação e experiência, com um salário anual de 8 330 a 12 770 dólares (equivalente a 71 594 a 109 755 dólares em valores de 2018). Os três descreveram os deveres dos astronautas como:
| “ | [...] o astronauta desempenhará um importante papel durante o voo. Contribuirá ao monitorar o ambiente da cabine e ao fazer os ajustes necessários. Terá exibições contínuas de sua posição e atitude e outras leituras de instrumentos, terá a capacidade de operar os controles de operação e de iniciar a descida de órbita. Contribuirá para as operações do sistema de comunicação. Além disso, o astronauta realizará observações de pesquisa que não podem ser feitas por instrumentos; estas incluem observações fisiológicas, astronômicas e meteorológicas. | ” |

O painel considerou que muitas pessoas poderiam possuir as habilidades necessárias – foram considerados como possíveis grupos de candidatos pilotos de aeronaves, submarinistas, mergulhadores de grande profundidade e montanhistas – porém no final foi decidido que os melhores candidatos seriam pilotos de teste militares. Aceitar apenas militares simplificaria o processo, além de satisfazer os requerimentos de segurança, já que o papel certamente envolveria o manuseio de materiais confidenciais. A decisão de restringir o processo a pilotos de teste militares foi feita por Glennan, Dryden e Gilruth na última semana de dezembro de 1958. A ironia de empregar apenas militares em um programa civil não passou desapercebida, com Glennan achando que era melhor ter a aprovação de Eisenhower para isso, já que o presidente tinha determinado que o programa espacial fosse civil. Um encontro foi marcado e Eisenhower foi convencido dos argumentos, dando sua aprovação.
O painel estabeleceu os critérios para a seleção. Os astronautas deveriam: ter menos de quarenta anos de idade, menos de 1,80 metros de altura, estarem em excelente condição física, possuírem um bacharelato ou equivalente, serem formandos de uma escola de pilotos de teste, terem pelo menos 1 500 horas de voo e serem qualificados como pilotos de aeronaves a jato. O limite de altura devia-se ao tamanho da espaçonave Mercury, cujo tamanho impossibilitava alguém mais alto. Ainda não se tinha certeza que uma pilotagem no sentido comum seria possível no espaço, porém desde o início o projeto da cápsula dava certo grau de controle manual.

## Seleção

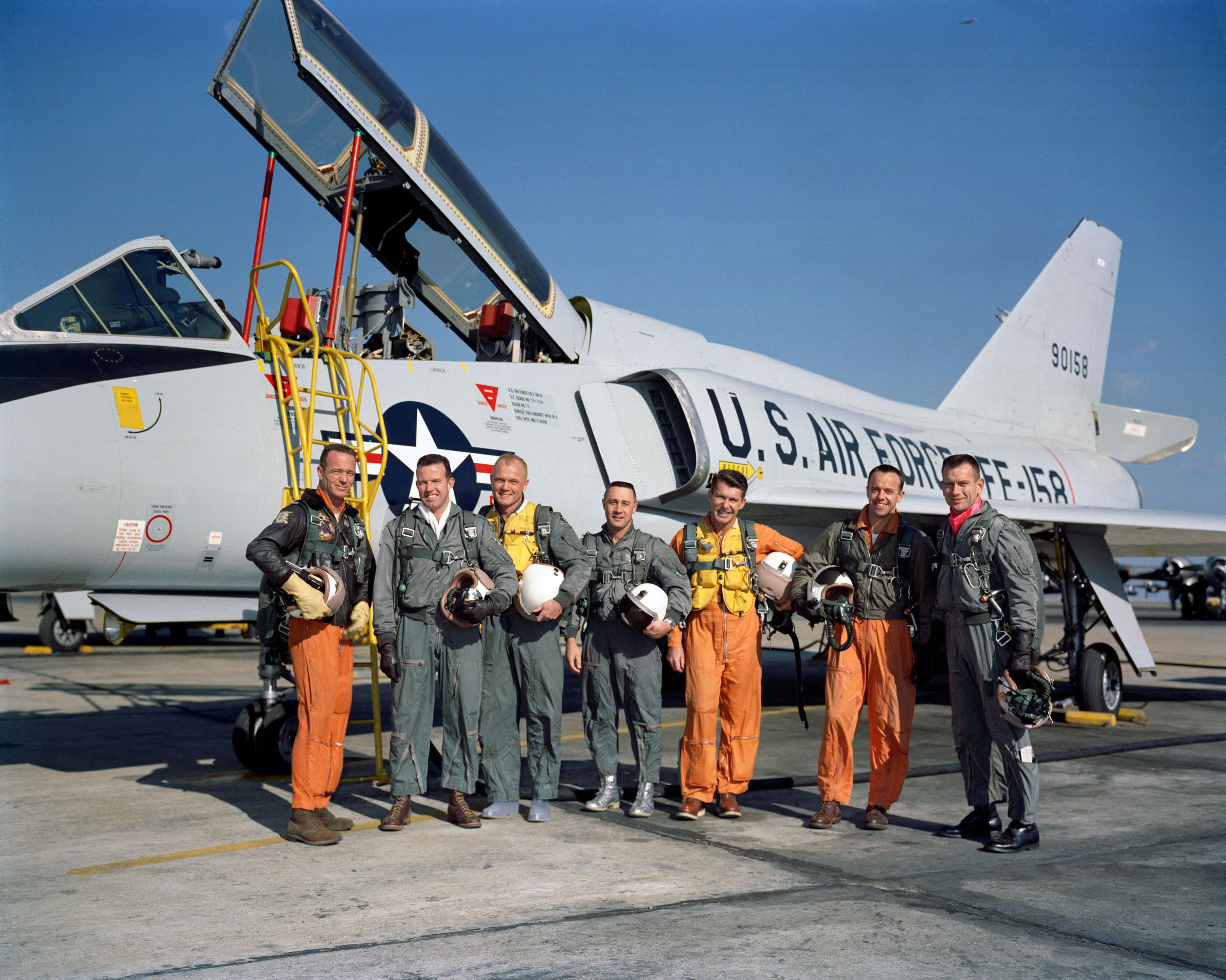
Os sete astronautas em frente de um Convair F-106 Delta Dart em 20 de janeiro de 1961. Esquerda para direita: Carpenter, Cooper, Glenn, Grissom, Schirra, Shepard e Slayton.

O primeiro passo para a seleção foi obter junto ao Departamento de Defesa dos Estados Unidos os registros de serviço de todos os formandos de escolas de pilotos de teste do país. Todos os ramos das Forças Armadas concordaram em cooperar totalmente e entregaram sem problemas seus registros. Haviam 508 pilotos de teste no total, dos quais 225 eram da Força Aérea, 225 da Marinha, 35 do Exército e 23 do Corpo de Fuzileiros Navais. Donlan, North, Gamble e Robert Voas analisaram os registros em janeiro de 1959 e identificaram 110 – cinco dos Fuzileiros, 47 da Marinha e 58 da Força Aérea – que cumpriam os requisitos mínimos. Estes pilotos foram divididos em três grupos, com os mais promissores ficando no primeiro grupo.
Foram levados 69 candidatos até o Pentágono em Washington, D.C., divididos em dois grupos. O primeiro de 35 se reuniu em 2 de fevereiro. Os oficiais da Marinha e dos Fuzileiros Navais foram recepcionados pelo almirante Arleigh Burke, Chefe de Operações Navais, enquanto os oficiais da Força Aérea foram recebidos pelo general Thomas D. White, Chefe do Estado-Maior da Força Aérea. Os dois afirmaram seu apoio ao programa espacial e prometeram que as carreiras dos voluntários não seriam afetadas negativamente. Eles reconheceram que seria uma empreitada perigosa, porém era algo de grande importância nacional.
Os candidatos então acompanharam três apresentações. A primeira era sobre a NASA e sobre o Projeto Mercury, a segunda sobre o papel do piloto no projeto, e a última sobre o programa de estudos proposto para o treinamento. À tarde os candidatos tiveram breves encontros individuais com o comitê de seleção. Foi enfatizado que a participação era completamente voluntária, que os candidatos eram livres para recusar e que não haveria repercussões negativas em suas carreiras caso escolhessem não participar. Vários recusaram nesse momento.
Os restantes foram instruídos a se apresentaram na sede da NASA em Washington no dia seguinte. Voas lhes passou uma série de testes de padronização: o Teste de Análises Miller a fim de medir o QI, o Teste de Analogias de Engenharia Minnesota para medir aptidão em engenharia e o Teste de Raciocínio Matemático Doppelt com o objetivo de medir a aptidão matemática. Donlan, North e Gamble em seguida realizaram entrevistas em que fizeram perguntas técnicas e indagaram aos candidatos sobre suas motivações para participar do programa. Os candidatos também foram avaliados por dois psiquiatras da Força Aérea, George E. Ruff e Edwin Z. Levy. O cirurgião de voo William S. Augerson da Força Aérea examinou seus registros médicos. Descobriu-se que alguns estavam acima do limite de altura e foram eliminados neste ponto do processo.
Esse processo foi repetido uma semana depois com o segundo grupo de 34 candidatos. Dos 69, descobriu-se que seis estavam acima do limite de altura, quinze foram eliminados por outros motivos e dezesseis recusaram. Isto deixou a NASA com 32 possíveis astronautas: quinze da Marinha, quinze da Força Aérea e dois dos Fuzileiros. Foi decidido não se ocupar com os 41 restantes, pois 32 parecia um número mais do que adequado para selecionar os doze astronautas planejados. O grau de interesse também indicou que poucos abandonariam o projeto no treinamento, o que resultaria no treino de astronautas que não voariam. Foi assim decidido cortar o número de selecionados para seis.
Em seguida houve uma série de testes físicos e psicológicos entre janeiro e março na Clínica Lovelace e no Laboratório Médico Aeroespacial Wright, sob a direção de Albert H. Schwichtenberg, um general de brigada da Força Aérea aposentado. Os testes incluíam corridas em esteiras e em mesas de inclinação, submersão dos pés em água congelante, três doses de óleo de rícino e cinco enemas. Apenas um candidato, Jim Lovell, foi eliminado por motivos médicos, um diagnóstico que depois se descobriu estar errado; treze outros foram recomendados com ressalvas. Gilruth teve dificuldade em escolher apenas seis dos dezoito restantes e acabou por fim escolhendo sete.
Muitos dos outros 25 finalistas, mesmo não tendo sido escolhidos, conseguiram ter carreiras militares distintas e de sucesso. Três posteriormente conseguiram se tornar astronautas: Lovell e Pete Conrad foram escolhidos em 1962 logo no grupo seguinte, enquanto Edward Givens foi selecionado em 1966 no quinto grupo. Outros alcançaram patentes altas nas forças armadas: Lawrence Heyworth tornou-se contra-almirante, Robert B. Baldwin e William P. Lawrence foram vice-almirantes, e Thomas B. Hayward chegou a almirante. Este último chegou a comandar a Sétima Frota da Frota do Pacífico e foi o Chefe de Operações Navais de 1978 a 1982.

## Demográficos
Os sete astronautas originais dos Estados Unidos foram Scott Carpenter, Gordon Cooper, John Glenn, Gus Grissom, Walter Schirra, Alan Shepard e Donald Slayton. Grissom, Cooper e Slayton eram pilotos da Força Aérea; Shepard, Carpenter e Schirra eram pilotos da Marinha; enquanto Glenn era o único piloto dos Fuzileiros.

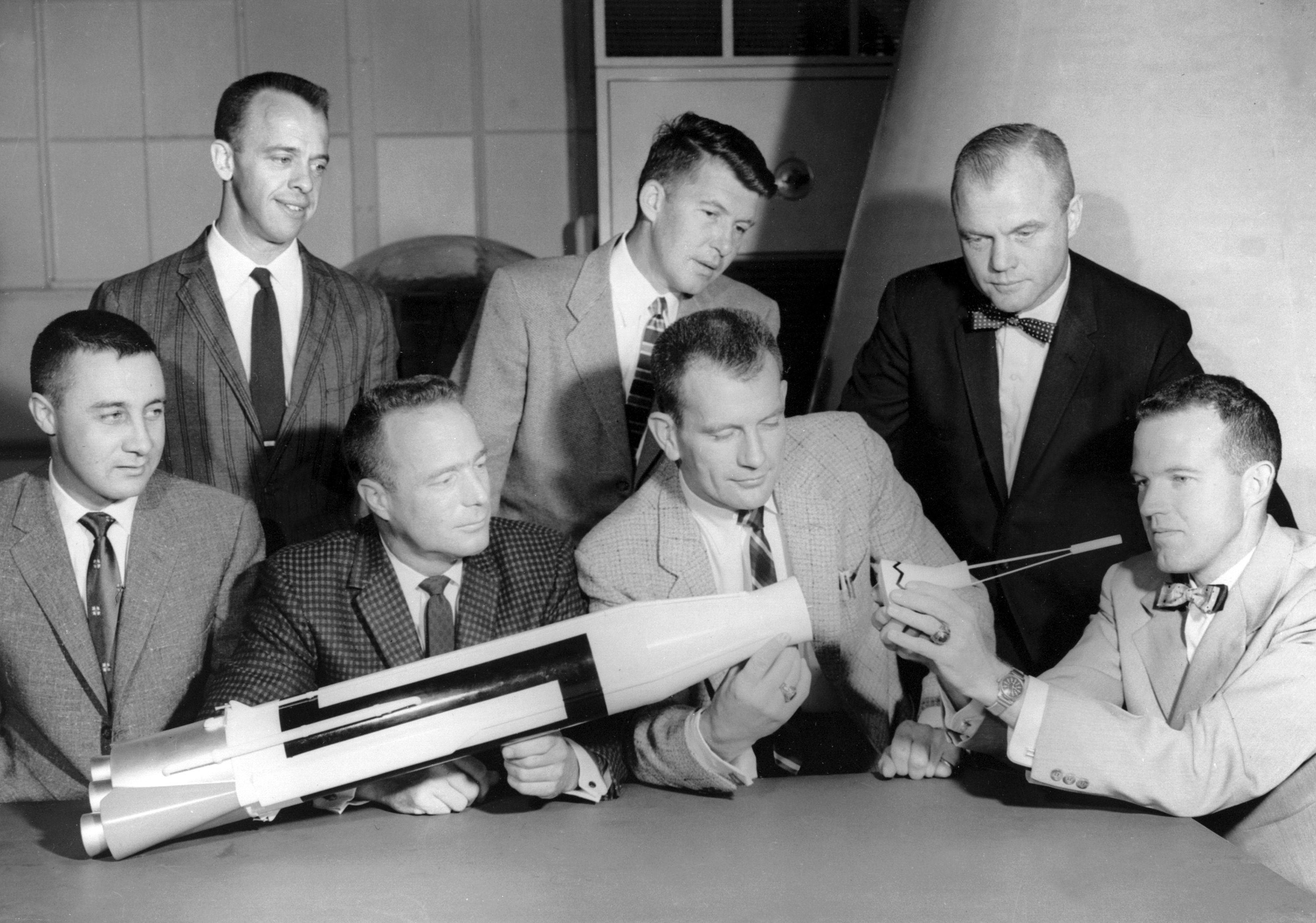
Os astronautas em 12 de julho de 1962. Esquerda para direita: Grissom, Shepard, Carpenter, Schirra, Slayton, Glenn e Cooper.

Todos os sete astronautas eram homens e brancos, já que mulheres não época ainda não tinham permissão para cursarem escolas de pilotos de teste, enquanto John L. Whitehead Jr., o primeiro afro-americano a se formar na Escola Experimental de Pilotos de Teste da Força Aérea, só o fez em janeiro de 1958 e não foi um dos finalistas do processo. Os escolhidos mesmo assim eram muito mais semelhantes do que como apenas um resultado de alguns critérios de seleção. Quatro tinham o mesmo nome que seus respectivos pais. Todos eram os filhos mais velhos ou filhos únicos de suas famílias. Todos nasceram nos Estados Unidos e cresceram em cidades pequenas. Todos eram casados e com filhos, além de protestantes.
Shepard era o mais alto de todos, possuindo a altura limite de 1,80 metros; Grissom por sua vez era o mais baixo com 1,70 metros de altura. Suas idades na época da seleção iam desde 32 até 37 anos, Cooper o mais jovem e Glenn o mais velho. Cooper também era o mais leve, pesando 68 quilogramas; enquanto Glenn tinha o peso máximo de 82 quilogramas. Schirra estava levemente acima do peso limite com 84 quilogramas, precisando perder peso para ser aceito. Estes dois últimos precisaram prestar grande atenção aos seus pesos enquanto faziam parte do programa espacial. Seus QIs ficavam entre 135 e 147.
Todos também tinham cursado instituições de pós-graduação na década de 1940. Dos cinco que tinham conseguido diplomas inferiores a bacharelatos antes de sua seleção como astronauta, dois, Schirra e Shepard, eram formandos da Academia Naval dos Estados Unidos em Annapolis, Maryland. Cooper tinha completado seu diploma em 1956 no Instituto de Tecnologia da Força Aérea depois de uma década de estudos intermitentes. Grissom tinha obtido um bacharelato em engenharia mecânica em 1950 na Universidade Purdue e um segundo bacharelato em aeromecânica em 1956, também do Instituto de Tecnologia da Força Aérea. Slayton tinha se formado em 1949 na Universidade de Minnesota com um bacharelato em engenharia aeronáutica.
Glenn e Carpenter não cumpriam todos os requerimentos para seus diplomas, incluindo a finalização do último ano de Glenn em residência e sua última prova de proficiência, além do último curso de propagação térmica de Carpenter. Ambos foram aceitos na base da equivalência profissional; Glenn também tinha completado um curso adicional como estudante de meio período entre 1956 e 1959 na Universidade de Maryland. Ambos receberam bacharelatos em 1962, depois de seus voos espaciais.
Apesar dos amplos exames médicos realizados em sua capacidade como candidato e depois já como astronauta, Slayton tinha fibrilação auricular não diagnosticada, o que fez com que ele perdesse sua certificação como astronauta pouco antes de realizar seu primeiro voo espacial assim que a condição foi finalmente descoberta.

## Apresentação
A apresentação dos astronautas ocorreu em 9 de abril de 1959 em Washington. A NASA enxergava o propósito do Projeto Mercury como um experimento a fim de determinar se humanos sobreviveriam no espaço, porém os sete homens imediatamente tornaram-se heróis nacionais e foram comparados a "Colombo, Magalhães, Daniel Boone e os Irmãos Wright". Duzentos repórteres lotaram a sala usada para o anúncio e assustaram os astronautas, que não estavam acostumados com um público tão grande.
Todos usaram roupas civis e assim o público não os enxergou como militares, mas sim "americanos maduros e de classe média, comuns em altura e fisionomia, todos homens de família". Os repórteres, para a surpresa dos astronautas, fizeram perguntas sobre suas vidas pessoais em vez de seus históricos militares, experiência de voo ou detalhes sobre o Projeto Mercury. Glenn falou eloquentemente sobre "Deus, país e família", com os outros logo seguindo seu exemplo, levando a aplausos por parte dos jornalistas.
A maioria dos sete ficaram surpresos ao serem perguntados sobre o que suas famílias achavam deles assumindo um trabalho tão perigoso, pois era algo que nunca tinham considerado antes. Glenn falou achava que "nenhum de nós poderia ir adiante em algo assim se não achássemos que temos boa cobertura em casa. A atitude de minha esposa tem sido a mesma do que tem sido em todos os meus voos. Se é o que eu quero fazer, ela apoia, e as crianças também, cem por cento". Carpenter foi aplaudido quando comentou que foi sua esposa Rene que aceitou o trabalho de astronauta em seu nome, pois ele estava no mar quando a NASA ligou dizendo que havia sido escolhido. Sua seleção também testou o comprometimento da marinha, pois seu capitão no USS Hornet se recusou a liberá-lo, com Burke precisando intervir pessoalmente.
Trudy, a esposa de Cooper, o tinha abandonado em janeiro de 1959 e ido morar em San Diego depois de descobrir que ele teve um caso com a esposa de outro oficial. Lhe foi perguntado durante o processo seletivo sobre sua relação doméstica, com Cooper mentindo e dizendo que possuía um casamento bom e estável. Ele sabia que a NASA queria projetar uma imagem de seus astronautas como amorosos homens de família e que sua história ruiria sob escrutínio, assim dirigiu até San Diego para encontrar Trudy assim que pode. Ela concordou em voltar e fingir que eram um casal feliz por ter ficado atraída pela ideia de uma grande aventura para si e suas filhas.

## Astronautas
| Imagem | Nome                  | Nascimento             | Falecimento           | Carreira | refs                               |
| ------ | --------------------- | ---------------------- | --------------------- | --- | ---------------------------------- |
|        | M. Scott Carpenter    | 1º de maio de 1925     | 10 de outubro de 2013 | Nascido em Boulder, Colorado, entrou para a Marinha em 1949 e lutou na Guerra da Coreia. Se formou na Escola de Pilotos de Teste Navais em 1954. Foi para o espaço em maio de 1962 na Mercury-Atlas 7. Tirou licença da NASA no ano seguinte a fim de participar do programa SEALAB da Marinha e sofreu lesões no braço esquerdo em um acidente automobilístico. Duas cirurgias não conseguiram resolver o problema e ele se aposentou da NASA em agosto de 1967 e da Marinha em 1969. | [ 53 ] [ 54 ] [ 55 ]               |
|        | L. Gordon Cooper Jr.  | 6 de março de 1927     | 4 de outubro de 2004  | Nascido em Shawnee, Oklahoma, entrou na Força Aérea em 1949 e serviu na Alemanha. Se formou em 1956 na Escola de Pilotos de Teste da Força Aérea. Voou em maio de 1963 na Mercury-Atlas 9, tornando-se o primeiro norte-americano a ficar no espaço por mais de um dia. Voou novamente na Gemini V em agosto de 1965. Sua atitude relaxada sobre treinamentos e segurança lhe colocou em conflito com Slayton. Se aposentou da NASA e da Força Aérea em julho de 1970. | [ 56 ] [ 57 ] [ 58 ] [ 59 ] [ 60 ] |
|        | John H. Glenn Jr.     | 18 de julho de 1921    | 8 de dezembro de 2016 | Nascido em Cambridge, Ohio, entrou na Marinha em 1942 e foi transferido em 1943 para os Fuzileiros Navais. Lutou na Segunda Guerra Mundial, Guerra Civil Chinesa e Guerra da Coreia. Se formou na Escola de Pilotos de Teste Navais em 1954. Foi para o espaço em fevereiro de 1962 na Mercury-Atlas 6, o primeiro voo orbital norte-americano. Se aposentou da NASA e dos Fuzileiros em 1964 e se elegeu senador em 1974. Voltou para o espaço em outubro de 1998 na STS-95, tornando-se a pessoa mais velha a ir para o espaço aos 77 anos de idade.                                             | [ 61 ] [ 62 ] [ 63 ] [ 64 ]        |
|        | Virgil I. Grissom     | 3 de abril de 1926     | 27 de janeiro de 1967 | Nascido em Mitchell, Indiana, entrou para a Força Aérea em 1950 e lutou na Guerra da Coreia. Se formou em 1956 na Escola Experimental de Pilotos de Teste. Foi para o espaço pela primeira vez na Mercury-Redstone 4 em julho de 1961 e depois uma segunda vez na Gemini III em março de 1965, tornando-se a primeira pessoa a ir ao espaço duas vezes. Foi designado como comandante da Apollo 1 em 1967, porém morreu em um incêndio dentro da capsula espacial durante um treinamento. | [ 65 ] [ 66 ] [ 67 ]               |
|        | Walter M. Schirra Jr. | 12 de março de 1923    | 3 de maio de 2007     | Nascido em Hackensack, Nova Jérsei, entrou na Marinha em 1945 e lutou na Segunda Guerra Mundial e na Guerra da Coreia. Formou-se na Escola de Pilotos de Teste Navais em 1958. Foi para o espaço em outubro de 1962 na Mercury-Atlas 8, depois em dezembro de 1965 na Gemini VI-A e por fim em outubro de 1968 na Apollo 7, o primeiro voo tripulado do Programa Apollo. Foi a primeira pessoa a viajar ao espaço três vezes e a única a voar nos programas Mercury, Gemini e Apollo. Aposentou-se da NASA e da Marinha em julho de 1969.                                                          | [ 68 ] [ 69 ]                      |
|        | Alan B. Shepard Jr.   | 18 de novembro de 1923 | 21 de julho de 1998   | Nascido em Derry, Nova Hampshire, entrou na Marinha em 1944 e lutou na Segunda Guerra Mundial. Formou-se em 1950 na Escola de Pilotos de Teste Navais. Foi para o espaço em maio de 1961 na Mercury-Redstone 3, tornando-se o primeiro norte-americano no espaço. Foi desqualificado como astronauta após ser diagnosticado com Doença de Ménière. Tornou-se Chefe do Escritório dos Astronautas até se curar de sua condição em 1969. Voltou para o espaço em fevereiro de 1971 na Apollo 14, tornando-se a quinta e mais velha pessoa a pisar na Lua. Se aposentou da NASA e da Marinha em 1974. | [ 70 ] [ 71 ]                      |
|        | Donald K. Slayton     | 1º de março de 1924    | 13 de junho de 1993   | Nascido em Sparta, Wisconsin, entrou nos Fuzileiros Navais em 1942 e lutou na Segunda Guerra Mundial. Depois entrou na Guarda Nacional Aérea em 1951 e na Força Aérea em 1952. Foi diagnosticado fibrilação auricular idiopática antes que pudesse ir primeiro ao espaço, sendo desqualificado como astronauta. Se aposentou da Força Aérea em 1963. Atuou como Diretor de Operações de Tripulações de Voo da NASA. Requalificou-se como astronauta em 1970 e foi para o espaço em julho de 1975 na Apollo–Soyuz. Se aposentou da NASA em 1982.                                                    | [ 54 ] [ 72 ] [ 73 ] [ 74 ]        |

## Influência

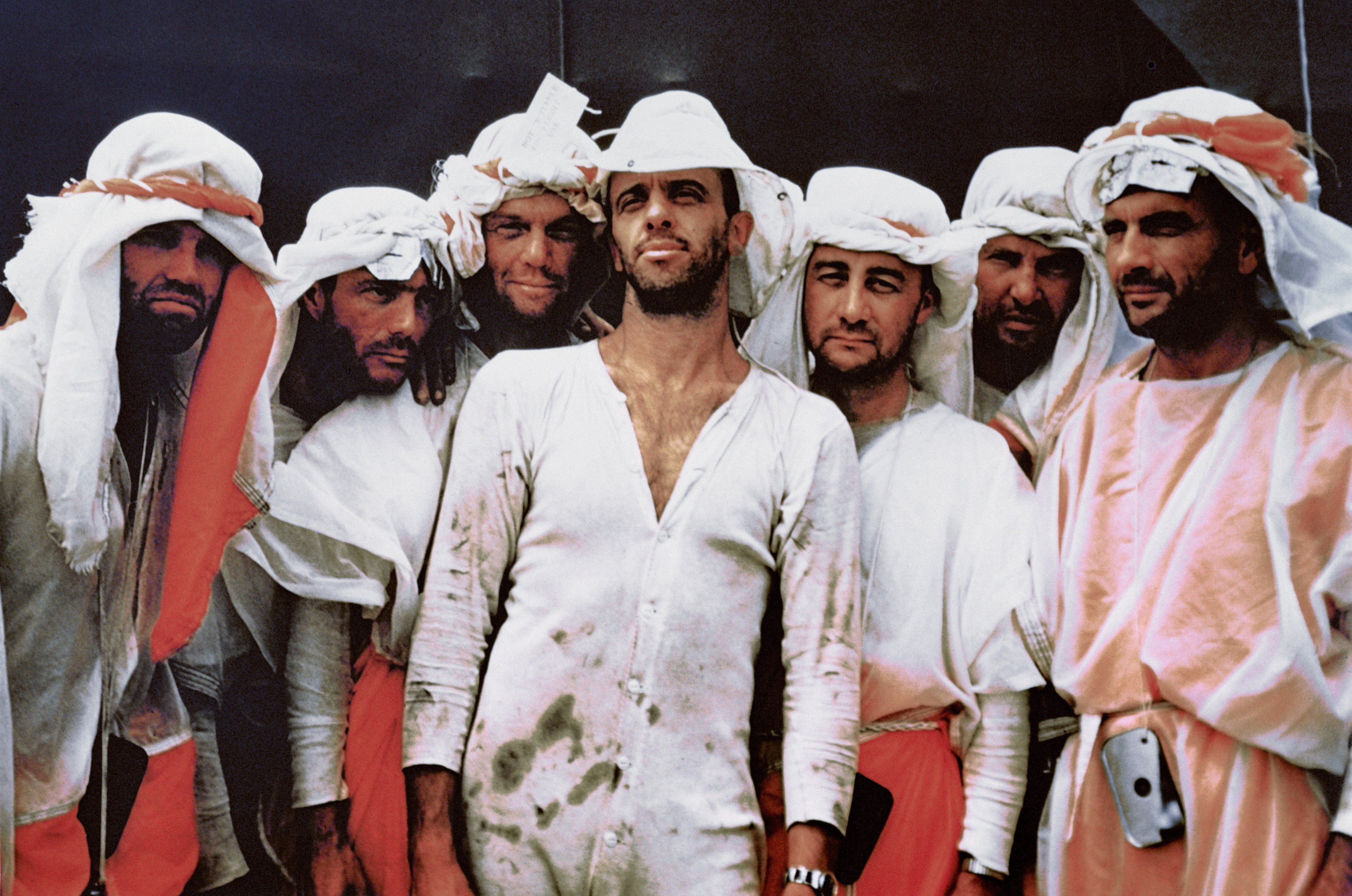
Os astronautas no deserto de Nevada em 1960 durante treinamento de sobrevivência. Esquerda para direita: Cooper, Carpenter, Glenn, Shepard, Grissom, Schirra e Slayton.

Os astronautas participaram do projeto técnico e planejamento da Mercury. Eles dividiram os trabalhos entre si. Carpenter tinha treinamento em eletrônica aérea e navegação astronômica, assim assumiu responsabilidade pelos sistemas de comunicação e navegação da espaçonave. Grissom era formado em engenharia mecânica, assim ficou responsável pelo sistema de controle de atitude. Glenn tinha experiência no voo de diversos tipos de aeronaves, desta forma supervisionando o desenvolvimento da cabine. Schirra assumiu responsabilidade pelos sistemas de suporte e do traje espacial. Shepard usou sua experiência como oficial naval para cuidar da rede de rastreamento e servia de ligação com a Marinha para as operações de resgate. Cooper e Slayton eram oficiais da Força Aérea com passados em engenharia, assim lidaram com a Redstone Arsenal e Convair, as construturas dos foguetes Redstone e Atlas. Os astronautas influenciaram no projeto da capsula espacial Mercury em modos significativos, insistindo na instalação de janelas e fazendo pressão por um maior grau de autonomia para o piloto no espaço.
Os sete permaneceram como oficiais militares em atividade e eram pagos de acordo com suas patentes. A fim de suplementar suas viagens, recebiam uma mesada diária de nove dólares (equivalente a 77 dólares em 2018) para viagens diurnas e doze dólares (103 dólares em 2018) para viagens noturnas, o que não cobria os custos de hotéis e refeições. Os astronautas assim evitavam gastar muito quando viajavam, já que eram responsáveis pessoalmente pelos custos excedentes. Um componente importante de suas rendas era um pagamento mensal de voo, que ficava entre 190 e 245 dólares (1 633 a 2 106 dólares em 2018). Os sete viajavam em voos comerciais pelo país a fim de comparecerem a reuniões, o que os forçava a continuar a ganhar seus pagamentos de voo ao voarem aeronaves nos fins de semana. Grissom e Slayton iam até a Base Aérea de Langley e tentavam voar as quatro horas mensais necessárias, porém precisavam competir com coronéis e generais por espaço nos Lockheed T-33 Shooting Star. Cooper viajava para a Base Aérea da Guarda Nacional de McGhee Tyson no Tennessee, onde um amigo lhe deixava voar jatos Lockheed F-104B Starfighter. Esta situação surgiu em uma conversa entre Cooper e o jornalista William Hines, com a questão sendo relatada no jornal The Washington Post. Cooper em seguida discutiu o assunto com o deputado federal James G. Fulton. Isto chegou até o Comitê de Ciência e Astronáutica da Câmara dos Representantes. Em semanas os astronautas ganharam acesso prioritário aos Shooting Star, Convair F-102 Delta Dagger e Convair F-106 Delta Dart da Força Aérea. A NASA comprou em 1962 uma frota de Northrop T-38 Talon para uso dos astronautas.
Ed Cole, executivo da General Motors, presenteou um Shepard com um novo Chevrolet Corvette. Jim Rathmann, um piloto de corridas e vendedor da Chevrolet, convenceu Cole a transformar isso em uma campanha de publicidade. Os astronautas desse ponto em diante podiam financiar um Corvette novo por um dólar por ano. Todos menos Glenn aceitaram a oferta. Cooper, Grissom e Shepard logo começaram a apostar corridas ao redor de Cabo Canaveral, com os militares e a polícia local ignorando suas ações. Essa tática foi muito bem sucedida do ponto de vista publicitário e ajudou a estabelecer o caro Corvette como um automóvel desejável. Os sete astronautas também estabeleceram um estilo e aparência. Gene Kranz, controlador de voo da NASA, anos depois comentou que "se você visse alguém usando uma camisa Ban-Lon manga curta e óculos de sol aviador, você estava olhando para um astronauta". Apesar de ocuparem-se com treinos intensos para seus voos, os astronautas também bebiam iam para festas. Alguns tinham casos extraconjugais com as groupies que se reuniam ao seu redor. A NASA tentou ativamente proteger os astronautas e a própria agência de publicidade negativa, mantendo assim uma imagem de "meninos totalmente americanos de corte reto". Os sete astronautas concordaram em compartilharem igualmente as rendas de quaisquer entrevistas, não importando quem fosse. Eles e suas esposas assinaram em agosto de 1959 um contrato com a revista Life no valor de quinhentos mil dólares (equivalente a 4,3 milhões de dólares em 2018) em troca de acesso exclusivo a suas vidas particulares, residências e famílias. Seu porta-voz oficial de 1959 a 1963 foi o tenente-coronel John A. Powers da Força Aérea, o oficial de relações públicas da NASA, que consequentemente ficou conhecido na imprensa como o "oitavo astronauta".

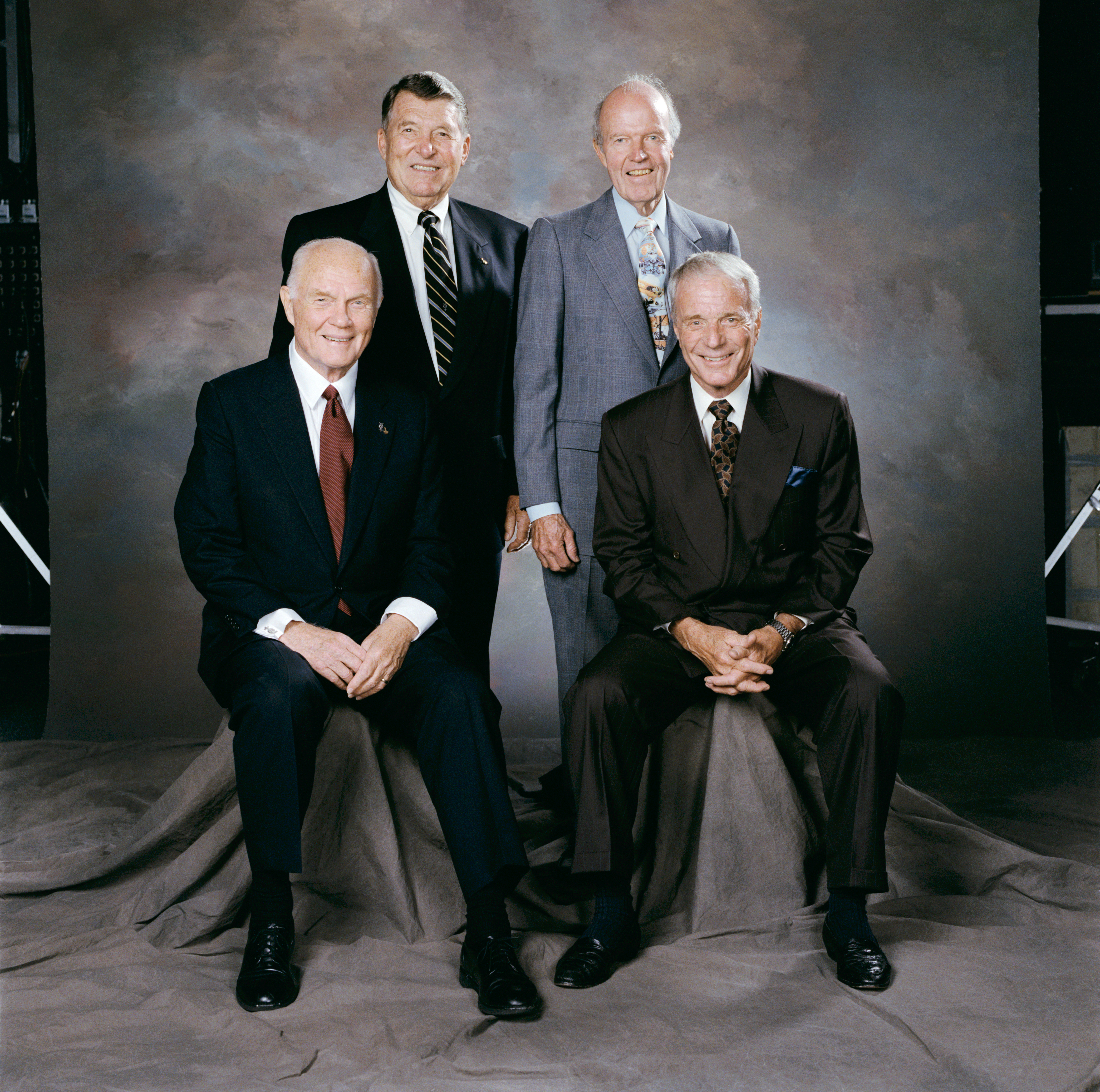
Os quatro sobreviventes dos Sete Originais em 1998, após uma recepção memorial em homenagem a Shepard. Esquerda para direita: Glenn, Schirra, Cooper e Carpenter.

Novos grupos de astronautas foram sendo adicionados no decorrer da década de 1960, porém os sete originais mantiveram controle das decisões gerenciais. O Escritório dos Astronautas, que era chefiado por Shepard, era uma das três divisões do Diretório de Operações de Tripulações de Voo, que por sua vez era liderado por Slayton. O Escritório dos Astronautas tinha uma atmosfera militar pois 26 dos primeiros 31 astronautas eram militares, porém os pouquíssimos astronautas chegavam a usar seus uniformes militares mais de uma vez por ano. Havia dois encontros semanais de pilotos no estilo militar em que eram discutidas as atividades planejadas para as duas semanas seguintes. Uma reunião mais informal ocorria em seguida com o objetivo de julgar disputas. Shepard administrava o Escritório dos Astronautas na base de "patente tem seus privilégios". Os astronautas originais e aqueles do segundo grupo tinham seus próprios espaços de estacionamento ao lado do Edifício 4 do Centro de Espaçonaves Tripuladas, enquanto aqueles dos grupos posteriores precisavam competir pelos espaços de estacionamento restantes. Apesar de Shepard proibir os outros astronautas de receberem presentes ou assumirem trabalhos como consultores ou professores de meio-período, ele próprio permaneceu como vice-presidente e sócio do Banco Nacional Baytown em Houston e costumava dedicar boa parte de seu tempo a sua administração. Os treinamentos não era classificados, pois os astronautas originais tinham nada a ganhar e muito a perder ao serem comprados objetivamente com os membros das classes mais novas, já que isto poderia ameaçar sua posição privilegiada, controle gerencial e prioridade na designação das tripulações. O comparecimento dos astronautas aos eventos de treinamento era voluntário. O ambiente do Escritório dos Astronautas só mudaria após a aposentadoria de Shepard e Slayton, quando George Abbey assumiu o controle.
Os sete astronautas co-escreveram relatos em primeira mão de seu processo de seleção e treinamento para o Projeto Mercury no livro We Seven: By the Astronauts Themselves, publicado pela primeira vez em 1962. O escritor e jornalista Tom Wolfe publicou em 1979 uma versão bem menos polida da história no livro The Right Stuff. O livro de Wolfe foi adaptado em 1983 no longa-metragem homônimo, escrito e dirigido por Philip Kaufman.

## Honrarias
Os sete astronautas foram premiados em 1963 com o Prêmio Iven C. Kincheloe da Sociedade de Pilotos de Teste Experimentais. No ano anterior eles tinham recebido das mãos do presidente John F. Kennedy em uma cerimônia na Casa Branca o Troféu Collier "por pioneirismo em voos espaciais tripulados nos Estados Unidos". Um monumento em suas homenagens foi erguido no Complexo de Lançamento 14 da Estação da Força Aérea de Cabo Canaveral, onde os quatro lançamentos orbitais do Projeto Mercury ocorreram, tendo sido dedicado em 10 de novembro de 1964. No local também há uma cápsula do tempo contendo notícias, fotografias e um filme foi enterrada embaixo do monumento para ser aberta em 2464. Além disso, Carpenter, Cooper, Glenn, Shirra, Shepard, Slayton e Betty Grissom, viúva de Gus Grissom, fundaram em 1984 a Fundação Sete da Mercury, que arrecada dinheiro para bolsas de estudo para estudantes de engenharia e ciências. Foi renomeada em 1995 para Fundação de Bolsas de Estudo dos Astronautas.